# تاپ کیکه
تاپ کیکه (انگلیسی: Keke Topp؛ زادهٔ ۲۵ مارس ۲۰۰۴) بازیکن فوتبال است.
وی همچنین در تیم ملی فوتبال Germany U16 بازی کرده‌است.